# Давай займемось текстом
«Давай займемось текстом» — це український освітньо-розважальний проєкт, спрямований на популяризацію української мови та культури.
Мета проєкту — закохати в українську мову щонайменше 40 мільйонів людей. Проєкт отримав визнання в медіа та серед користувачів за свій інноваційний підхід до популяризації мови.

### Історія проєкту
Блоги
Започаткований кримкою Наталею Місюк у 2019 році проєкт починався як блоги в соцмережах, які популяризували українську мову. Аудиторію до проєкту привабили провокативні назва й подача, легкий гумор і мовні цікавинки.
Ідея проєкту виникла в Наталі після переїзду з Криму до Львова у 2014 році через окупацію півострова. Опинившись у новому для себе регіоні, вона була здивована тим, наскільки місцева говірка відрізнялася від академічної мови й також від чернігівсько-полтавського діалекту, який Наталя знала від своїх рідних. Коли з’явився блог, його публікації часто були присвячені діалектам різних регіонів, їхній красі, влучності та різномаїттю.
Проєкт швидко полюбився людям, адже пости в блогах були корисними й водночас бешкетними. Вони відображали живу українську мову, про яку зрідка пишуть у підручниках, втім яка постійно звучить на вулицях, у транспортах, в офісах і на базарах. Авторка також часто ділилася власним досвідом переходу з російської мови на українську в повсякденному та діловому спілкуванні.
Голосом проєкту були і є не лише авторка, а й аудиторія. Наталя заохочує підписників писати коментарі, ділитися в них словами та фразами, що люди чули від своїх бабусь, дідусів, знайомих, колег, друзів.

### Мобільний застосунок
У співпраці з IT-архітектором Олегом Новосадом, було створено мобільний застосунок «Давай займемось текстом», покликаний закохувати в українську мову дорослих. Перший реліз відбувся 25 листопада 2022 року. Станом на весну 2025 року застосунок завантажило понад 125 000 користувачів.
Функціонал застосунку:
- Ігри-тренажери: інтерактивні завдання, що допомагають вивчати нові слова та фрази.
- Навчальні курси: уроки з вправами та домашніми завданнями.
- Тести: мінііспити, які допомагають оцінити свої знання мови.
- ШІ-помічницю «Штучка Інтелектівна»: віртуальний асистент, який відповідає на мовні питання та перевіряє рівень знань користувача.[9]

## Визнання
Застосунок має високі рейтинги в магазинах додатків Google Play та App Store.
У грудні 2022 застосунок переміг у конкурсі стартапів від Yep! Starter та здобув особливий приз за соціальний внесок.
У грудні 2023 застосунок отримав грантову підтримку від Українського Фонду Стартапів.

## Колаборації

### Дубляж
Усі навчальні курси в застосунку супроводжені дубляжем від української акторки та телеведучої Дарини Трегубової.

### Інтеграція
Із серпня 2023 до грудня 2024 обрані ігри із мобільного застосунок «Давай займемось текстом» були інтегровані в мобільний застосунок «Мій Київстар» і там доступні для всіх абонентів мобільного оператора Київстар безкоштовно та без вікових обмежень.

### Парфуми
У серпні 2024 у співпраці з парфумерною художницею Ксандрою Осіниною проєкт випустив патріотичні парфуми «Intoнація», покликаний популяризовувати українську мову через аромат.

## Місія проєкту
Головна мета — довести, що українська мова багата, жива, весела й надзвичайно різноманітна. Проєкт протистоїть стереотипам про те, що «правильна мова» — це не лише книжна чи літературна. Натомість вони показують: регіональні слова, діалектизми й архаїзми також є частиною мовного скарбу.